# Copa de la Liga Profesional 2021
La Copa de la Liga Profesional de Fútbol de AFA 2021, conocida como Copa de la Liga Profesional 2021, Copa de la Liga 2021 o simplemente Copa 2021, fue la segunda edición de esta competición organizada por la Liga Profesional de Fútbol, órgano interno de la Asociación del Fútbol Argentino. Comenzó el 12 de febrero y finalizó el 4 de junio.
La disputaron los veintiséis equipos habilitados para el Campeonato de Primera División 2021. El campeón fue el Club Atlético Colón, que obtuvo así su primera copa nacional y su primer título de primera categoría, además clasificó a la Copa Libertadores 2022 y disputó el Trofeo de Campeones 2021 con el campeón del torneo de Primera División.

## Equipos participantes
| Equipo             | Ciudad                | Estadio                                         | Capacidad     |
| ------------------ | --------------------- | ----------------------------------------------- | ------------- |
| Aldosivi           | Mar del Plata         | José María Minella                              | 35 180        |
| Argentinos Juniors | Buenos Aires          | Diego Armando Maradona                          | 26 000        |
| Arsenal            | Sarandí               | Julio Humberto Grondona                         | 16 300        |
| Atlético Tucumán   | San Miguel de Tucumán | Monumental José Fierro                          | 35 200        |
| Banfield           | Banfield              | Florencio Sola                                  | 34 900        |
| Boca Juniors       | Buenos Aires          | Alberto J. Armando                              | 54 000        |
| Central Córdoba    | Santiago del Estero   | Alfredo Terrera Único Madre de Ciudades         | 21 500 30 000 |
| Colón              | Santa Fe              | Brigadier General Estanislao López              | 40 000        |
| Defensa y Justicia | Gobernador Costa      | Norberto Tomaghello                             | 20 000        |
| Estudiantes        | La Plata              | Jorge Luis Hirschi                              | 32 530        |
| Gimnasia y Esgrima | La Plata              | Juan Carmelo Zerillo                            | 21 500        |
| Godoy Cruz         | Mendoza               | Malvinas Argentinas Feliciano Gambarte          | 42 500 15 000 |
| Huracán            | Buenos Aires          | Tomás Adolfo Ducó                               | 48 314        |
| Independiente      | Avellaneda            | Libertadores de América-Ricardo Enrique Bochini | 49 592        |
| Lanús              | Lanús Este            | Ciudad de Lanús-Néstor Díaz Pérez               | 47 027        |
| Newell's Old Boys  | Rosario               | Marcelo Bielsa                                  | 42 000        |
| Patronato          | Paraná                | Presbítero Bartolomé Grella                     | 22 000        |
| Platense           | Florida               | Ciudad de Vicente López                         | 34 530        |
| Racing Club        | Avellaneda            | Presidente Perón                                | 51 000        |
| River Plate        | Buenos Aires          | Antonio Vespucio Liberti                        | 72 054        |
| Rosario Central    | Rosario               | Gigante de Arroyito                             | 41 465        |
| San Lorenzo        | Buenos Aires          | Pedro Bidegain                                  | 47 964        |
| Sarmiento          | Junín                 | Eva Perón                                       | 23 000        |
| Talleres           | Córdoba               | Mario Alberto Kempes                            | 57 000        |
| Unión              | Santa Fe              | 15 de abril                                     | 30 000        |
| Vélez Sarsfield    | Buenos Aires          | José Amalfitani                                 | 49 540        |

### Distribución geográfica de los equipos
| Jurisdicción                             | Cant. | Equipos                                                                               |
| ---------------------------------------- | ----- | ------------------------------------------------------------------------------------- |
| Conurbano bonaerense                     | 7     | Arsenal, Banfield, Defensa y Justicia, Independiente, Lanús, Platense y Racing Club   |
| Ciudad de Buenos Aires                   | 6     | Argentinos Juniors, Boca Juniors, Huracán, River Plate, San Lorenzo y Vélez Sarsfield |
| Provincia de Santa Fe                    | 4     | Colón, Newell's Old Boys, Rosario Central y Unión                                     |
| Ciudad de La Plata                       | 2     | Estudiantes y Gimnasia y Esgrima                                                      |
| Interior de la provincia de Buenos Aires | 2     | Aldosivi y Sarmiento                                                                  |
| Provincia de Córdoba                     | 1     | Talleres                                                                              |
| Provincia de Entre Ríos                  | 1     | Patronato                                                                             |
| Provincia de Mendoza                     | 1     | Godoy Cruz                                                                            |
| Provincia de Santiago del Estero         | 1     | Central Córdoba                                                                       |
| Provincia de Tucumán                     | 1     | Atlético Tucumán                                                                      |

## Sistema de disputa

### Primera fase
Llamada Fase de zonas. Los equipos se dividieron en dos grupos de trece integrantes cada uno, donde juegan una ronda por el sistema de todos contra todos, con un interzonal en cada fecha. Los cuatro primeros de cada una clasificaron a la Fase final para determinar al campeón.

### Fase final
Se jugó por eliminación directa, en tres instancias, a partir de un cuadro preestablecido. Los cruces fueron a un solo partido, en los cuartos de final en el estadio del mejor ubicado en la competencia, en las semifinales y la final, en cancha neutral. En las dos primeras instancias, de haber habido empate se definió con tiros desde el punto penal, mientras que en la final se hubiera jugado un tiempo suplementario previo.

## Sorteo
Se llevó a cabo el 3 de febrero de 2021 a las 19:00. Los equipos se agruparon, previa formación de parejas (algunas de ellas las que disputan los clásicos), colocando a cada uno de los componentes de las mismas en zonas distintas. Sus integrantes se enfrentaron en el interzonal cuando quedaban libres en su respectiva zona.
| Boca Juniors       | River Plate             |
| Independiente      | Racing Club             |
| Huracán            | San Lorenzo             |
| Newell's Old Boys  | Rosario Central         |
| Estudiantes (LP)   | Gimnasia y Esgrima (LP) |
| Colón              | Unión                   |
| Banfield           | Lanús                   |
| Argentinos Juniors | Vélez Sarsfield         |
| Arsenal            | Defensa y Justicia      |
| Atlético Tucumán   | Central Córdoba (SdE)   |
| Godoy Cruz         | Talleres (C)            |
| Aldosivi           | Patronato               |
| Platense           | Sarmiento (J)           |

## Fase de zonas

### Zona A

#### Tabla de posiciones final
| Pos. | Equipo                | Pts. | PJ | PG | PE | PP | GF | GC | Dif. |
| ---- | --------------------- | ---- | -- | -- | -- | -- | -- | -- | ---- |
| 1.º  | Colón                 | 25   | 13 | 7  | 4  | 2  | 23 | 10 | 13   |
| 2.º  | Estudiantes (LP)      | 22   | 13 | 6  | 4  | 3  | 16 | 10 | 6    |
| 3.º  | River Plate           | 21   | 13 | 6  | 3  | 4  | 25 | 11 | 14   |
| 4.º  | Racing Club           | 21   | 13 | 6  | 3  | 4  | 14 | 12 | 2    |
| 5.º  | San Lorenzo           | 21   | 13 | 6  | 3  | 4  | 16 | 16 | 0    |
| 6.º  | Banfield              | 20   | 13 | 5  | 5  | 3  | 14 | 12 | 2    |
| 7.º  | Argentinos Juniors    | 19   | 13 | 5  | 4  | 4  | 14 | 11 | 3    |
| 8.º  | Rosario Central       | 18   | 13 | 5  | 3  | 5  | 16 | 18 | −2   |
| 9.º  | Central Córdoba (SdE) | 17   | 13 | 4  | 5  | 4  | 14 | 17 | −3   |
| 10.º | Godoy Cruz            | 15   | 13 | 4  | 3  | 6  | 18 | 24 | −6   |
| 11.º | Platense              | 14   | 13 | 4  | 2  | 7  | 12 | 19 | −7   |
| 12.º | Arsenal               | 12   | 13 | 3  | 3  | 7  | 11 | 23 | −12  |
| 13.º | Aldosivi              | 11   | 13 | 3  | 2  | 8  | 15 | 21 | −6   |

|  | Clasificados a los Cuartos de final. |

##### Evolución de las posiciones
| Equipo / Fecha        | 1    | 2    | 3    | 4    | 5    | 6    | 7    | 8    | 9    | 10   | 11   | 12   | 13   |
| --------------------- | ---- | ---- | ---- | ---- | ---- | ---- | ---- | ---- | ---- | ---- | ---- | ---- | ---- |
| Aldosivi              | 8.º  | 10.º | 6.º  | 8.º  | 11.º | 8.º  | 9.º  | 11.º | 11.º | 12.º | 11.º | 11.º | 13.º |
| Argentinos Juniors    | 8.º  | 12.º | 12.º | 12.º | 9.º  | 10.º | 7.º  | 9.º  | 9.º  | 9.º  | 9.º  | 8.º  | 7.º  |
| Arsenal               | 8.º  | 13.º | 13.º | 13.º | 13.° | 13.° | 13.° | 13.° | 13.° | 13.º | 13.º | 13.º | 12.º |
| Banfield              | 2.º  | 2.º  | 5.º  | 5.º  | 4.°  | 4.°  | 3.º  | 2.º  | 7.º  | 7.º  | 8.º  | 7.º  | 6.º  |
| Central Córdoba (SdE) | 13.º | 8.º  | 4.º  | 3.°  | 3.°  | 3.°  | 2.º  | 5.º  | 6.º  | 8.º  | 10.º | 9.º  | 9.º  |
| Colón                 | 1.°  | 1.°  | 1.°  | 1.°  | 1.°  | 1.°  | 1.°  | 1.°  | 1.°  | 1.°  | 1.°  | 1.°  | 1.º  |
| Estudiantes (LP)      | 3.°  | 3.°  | 2.°  | 2.°  | 2.°  | 2.º  | 6.º  | 4.º  | 3.°  | 3.°  | 2.°  | 2.°  | 2.º  |
| Godoy Cruz            | 3.º  | 6.º  | 7.º  | 4.º  | 7.º  | 9.º  | 11.º | 8.º  | 10.º | 10.º | 7.º  | 10.º | 10.º |
| Platense              | -    | 5.º  | 9.º  | 9.º  | 12.º | 11.º | 12.º | 12.º | 12.º | 11.º | 12.º | 12.º | 11.º |
| Racing Club           | 12.º | 11.º | 11.º | 7.º  | 4.º  | 5.º  | 4.º  | 6.º  | 4.º  | 5.º  | 5.º  | 6.º  | 4.º  |
| River Plate           | 8.º  | 4.º  | 3.º  | 6.º  | 6.º  | 6.º  | 5.º  | 3.º  | 2.°  | 2.°  | 3.º  | 4.º  | 3.º  |
| Rosario Central       | 3.º  | 8.º  | 8.º  | 10.º | 8.º  | 7.º  | 8.º  | 10.º | 8.º  | 6.º  | 6.º  | 5.º  | 8.º  |
| San Lorenzo           | 3.º  | 6.º  | 10.º | 11.º | 10.º | 12.º | 10.º | 7.º  | 5.º  | 4.º  | 4.º  | 3.º  | 5.º  |

| 1. |

### Zona B

#### Tabla de posiciones final
| Pos. | Equipo                  | Pts. | PJ | PG | PE | PP | GF | GC | Dif. |
| ---- | ----------------------- | ---- | -- | -- | -- | -- | -- | -- | ---- |
| 1.º  | Vélez Sarsfield         | 31   | 13 | 10 | 1  | 2  | 23 | 13 | 10   |
| 2.º  | Boca Juniors            | 22   | 13 | 6  | 4  | 3  | 22 | 12 | 10   |
| 3.º  | Independiente           | 20   | 13 | 6  | 2  | 5  | 16 | 10 | 6    |
| 4.º  | Talleres (C)            | 20   | 13 | 5  | 5  | 3  | 19 | 16 | 3    |
| 5.º  | Lanús                   | 19   | 13 | 6  | 1  | 6  | 18 | 18 | 0    |
| 6.º  | Unión                   | 19   | 13 | 4  | 7  | 2  | 12 | 14 | −2   |
| 7.º  | Atlético Tucumán        | 18   | 13 | 5  | 3  | 5  | 24 | 20 | 4    |
| 8.º  | Gimnasia y Esgrima (LP) | 15   | 13 | 3  | 6  | 4  | 15 | 20 | −5   |
| 9.º  | Huracán                 | 13   | 13 | 2  | 7  | 4  | 14 | 17 | −3   |
| 10.º | Patronato               | 12   | 13 | 4  | 0  | 9  | 12 | 17 | −5   |
| 11.º | Defensa y Justicia      | 12   | 13 | 3  | 3  | 7  | 15 | 21 | −6   |
| 12.º | Sarmiento (J)           | 12   | 13 | 2  | 6  | 5  | 10 | 19 | −9   |
| 13.º | Newell's Old Boys       | 11   | 13 | 2  | 5  | 6  | 14 | 21 | −7   |

|  | Clasificados a los Cuartos de final. |

##### Evolución de las posiciones
| Equipo / Fecha          | 1    | 2    | 3    | 4    | 5    | 6    | 7    | 8    | 9    | 10   | 11   | 12   | 13   |
| ----------------------- | ---- | ---- | ---- | ---- | ---- | ---- | ---- | ---- | ---- | ---- | ---- | ---- | ---- |
| Atlético Tucumán        | 5.º  | 9.º  | 9.º  | 11.º | 9.º  | 11.º | 11.º | 10.º | 9.º  | 9.º  | 10.º | 8.º  | 7.º  |
| Boca Juniors            | 5.º  | 4.º  | 6.º  | 4.º  | 5.º  | 6.º  | 6.º  | 3.º  | 4.º  | 2.°  | 2.°  | 2.°  | 2.º  |
| Defensa y Justicia      | 1.º  | 5.º  | 2.º  | 6.º  | 3.º  | 2.º  | 4.º  | 6.º  | 8.º  | 7.º  | 8.º  | 10.º | 11.º |
| Gimnasia y Esgrima (LP) | 5.º  | 3.º  | 7.º  | 7.º  | 7.º  | 7.º  | 7.º  | 8.º  | 10.º | 10.º | 7.º  | 7.º  | 8.º  |
| Huracán                 | 10.º | 9.º  | 9.º  | 10.º | 10.º | 9.º  | 9.º  | 9.º  | 7.º  | 8.º  | 9.º  | 9.º  | 9.º  |
| Independiente           | 11.º | 6.º  | 4.º  | 2.º  | 1.º  | 2.°  | 2.°  | 4.º  | 5.º  | 3.º  | 4.º  | 5.º  | 3.º  |
| Lanús                   | 2.º  | 1.º  | 2.º  | 1.º  | 4.º  | 5.º  | 3.º  | 2.º  | 2.º  | 5.º  | 5.º  | 6.º  | 5.º  |
| Newell's Old Boys       | 11.º | 12.º | 12.º | 12.º | 12.º | 12.º | 12.º | 12.º | 11.º | 11.º | 11.º | 12.º | 13.º |
| Patronato               | 11.º | 12.º | 13.º | 13.º | 13.º | 13.° | 13.° | 13.° | 13.° | 13.º | 13.º | 13.º | 10.º |
| Sarmiento (J)           | -    | 11.º | 11.º | 9.º  | 11.º | 10.º | 10.º | 11.º | 12.º | 12.º | 12.º | 11.º | 12.º |
| Talleres (C)            | 2.º  | 7.º  | 8.º  | 8.º  | 8.º  | 8.º  | 8.º  | 5.º  | 6.º  | 4.º  | 3.°  | 3.°  | 4.º  |
| Unión                   | 5.º  | 8.º  | 5.º  | 5.º  | 6.º  | 4.º  | 5.º  | 7.º  | 3.º  | 6.º  | 6.º  | 4.º  | 6.º  |
| Vélez Sarsfield         | 2.º  | 1.°  | 1.°  | 3.º  | 2.º  | 1.°  | 1.°  | 1.°  | 1.°  | 1.°  | 1.°  | 1.°  | 1.º  |

| 1. 2. |

### Resultados
Las localías fueron determinadas por sorteo.
| Fecha 1               | Fecha 1   | Fecha 1                 | Fecha 1                 | Fecha 1       | Fecha 1 |
| Zona A                | Zona A    | Zona A                  | Zona A                  | Zona A        | Zona A  |
| Local                 | Resultado | Visitante               | Estadio                 | Fecha         | Hora    |
| --------------------- | --------- | ----------------------- | ----------------------- | ------------- | ------- |
| Banfield              | 2 - 0     | Racing Club             | Florencio Sola          | 12 de febrero | 19:15   |
| Central Córdoba (SdE) | 0 - 3     | Colón                   | Alfredo Terrera         | 12 de febrero | 21:30   |
| Aldosivi              | 1 - 2     | Godoy Cruz              | José María Minella      | 13 de febrero | 17:10   |
| San Lorenzo           | 2 - 1     | Arsenal                 | Nuevo Gasómetro         | 13 de febrero | 21:30   |
| Estudiantes (LP)      | 2 - 1     | River Plate             | Jorge Luis Hirschi      | 14 de febrero | 21:30   |
| Rosario Central       | 2 - 1     | Argentinos Juniors      | Gigante de Arroyito     | 15 de febrero | 19:15   |
| Zona B                |           |                         |                         |               |         |
| Local                 | Resultado | Visitante               | Estadio                 | Fecha         | Hora    |
| Unión                 | 2 - 2     | Atlético Tucumán        | 15 de abril             | 12 de febrero | 21:30   |
| Talleres (C)          | 1 - 0     | Patronato               | Mario Alberto Kempes    | 13 de febrero | 17:10   |
| Vélez Sarsfield       | 1 - 0     | Newell's Old Boys       | José Amalfitani         | 13 de febrero | 19:20   |
| Defensa y Justicia    | 3 - 2     | Huracán                 | Norberto Tomaghello     | 14 de febrero | 17:10   |
| Boca Juniors          | 2 - 2     | Gimnasia y Esgrima (LP) | La Bombonera            | 14 de febrero | 19:20   |
| Independiente         | 0 - 1     | Lanús                   | Libertadores de América | 15 de febrero | 21:30   |
| Interzonal            |           |                         |                         |               |         |
| Local                 | Resultado | Visitante               | Estadio                 | Fecha         | Hora    |
| Platense              | 1 - 1     | Sarmiento (J)           | Ciudad de Vicente López | 10 de marzo   | 17:10   |

| Fecha 2                 | Fecha 2   | Fecha 2               | Fecha 2                     | Fecha 2       | Fecha 2 |
| Zona A                  | Zona A    | Zona A                | Zona A                      | Zona A        | Zona A  |
| Local                   | Resultado | Visitante             | Estadio                     | Fecha         | Hora    |
| ----------------------- | --------- | --------------------- | --------------------------- | ------------- | ------- |
| Arsenal                 | 0 - 2     | Banfield              | El Viaducto                 | 19 de febrero | 21:30   |
| Godoy Cruz              | 0 - 2     | Estudiantes (LP)      | Malvinas Argentinas         | 20 de febrero | 17:10   |
| Racing Club             | 2 - 2     | Aldosivi              | El Cilindro                 | 20 de febrero | 19:20   |
| River Plate             | 3 - 0     | Rosario Central       | Monumental                  | 20 de febrero | 21:30   |
| Argentinos Juniors      | 0 - 1     | Platense              | Diego Armando Maradona      | 21 de febrero | 17:10   |
| Colón                   | 2 - 0     | San Lorenzo           | Brigadier Estanislao López  | 22 de febrero | 21:30   |
| Zona B                  |           |                       |                             |               |         |
| Local                   | Resultado | Visitante             | Estadio                     | Fecha         | Hora    |
| Gimnasia y Esgrima (LP) | 3 - 0     | Talleres (C)          | Del Bosque                  | 19 de febrero | 19:15   |
| Lanús                   | 2 - 1     | Defensa y Justicia    | Ciudad de Lanús             | 20 de febrero | 17:10   |
| Sarmiento (J)           | 1 - 2     | Vélez Sarsfield       | Eva Perón                   | 21 de febrero | 17:10   |
| Patronato               | 0 - 1     | Independiente         | Presbítero Bartolomé Grella | 21 de febrero | 19:20   |
| Newell's Old Boys       | 0 - 1     | Boca Juniors          | Coloso Marcelo Bielsa       | 21 de febrero | 21:30   |
| Huracán                 | 1 - 1     | Unión                 | Tomás A. Ducó               | 22 de febrero | 19:15   |
| Interzonal              |           |                       |                             |               |         |
| Local                   | Resultado | Visitante             | Estadio                     | Fecha         | Hora    |
| Atlético Tucumán        | 1 - 2     | Central Córdoba (SdE) | Monumental José Fierro      | 22 de febrero | 19:15   |

| Fecha 3            | Fecha 3   | Fecha 3                 | Fecha 3                 | Fecha 3       | Fecha 3 |
| Zona A             | Zona A    | Zona A                  | Zona A                  | Zona A        | Zona A  |
| Local              | Resultado | Visitante               | Estadio                 | Fecha         | Hora    |
| ------------------ | --------- | ----------------------- | ----------------------- | ------------- | ------- |
| Aldosivi           | 3 - 0     | Arsenal                 | José María Minella      | 26 de febrero | 19:15   |
| Banfield           | 0 - 3     | Colón                   | Florencio Sola          | 27 de febrero | 17:10   |
| San Lorenzo        | 0 - 4     | Central Córdoba (SdE)   | Nuevo Gasómetro         | 27 de febrero | 21:30   |
| Platense           | 0 - 1     | River Plate             | Ciudad de Vicente López | 28 de febrero | 17:10   |
| Estudiantes (LP)   | 0 - 0     | Racing Club             | Jorge Luis Hirschi      | 28 de febrero | 19:20   |
| Rosario Central    | 2 - 2     | Godoy Cruz              | Gigante de Arroyito     | 1 de marzo    | 21:30   |
| Zona B             |           |                         |                         |               |         |
| Local              | Resultado | Visitante               | Estadio                 | Fecha         | Hora    |
| Defensa y Justicia | 1 - 0     | Patronato               | Norberto Tomaghello     | 26 de febrero | 19:15   |
| Talleres (C)       | 2 - 2     | Newell's Old Boys       | Mario Alberto Kempes    | 27 de febrero | 17:10   |
| Independiente      | 1 - 0     | Gimnasia y Esgrima (LP) | Libertadores de América | 27 de febrero | 19:20   |
| Boca Juniors       | 1 - 1     | Sarmiento (J)           | La Bombonera            | 28 de febrero | 21:30   |
| Unión              | 3 - 2     | Lanús                   | 15 de abril             | 1 de marzo    | 19:15   |
| Atlético Tucumán   | 1 - 1     | Huracán                 | Monumental José Fierro  | 1 de marzo    | 21:30   |
| Interzonal         |           |                         |                         |               |         |
| Local              | Resultado | Visitante               | Estadio                 | Fecha         | Hora    |
| Argentinos Juniors | 0 - 2     | Vélez Sarsfield         | Diego Armando Maradona  | 26 de febrero | 21:30   |

| Fecha 4                 | Fecha 4   | Fecha 4            | Fecha 4                     | Fecha 4    | Fecha 4 |
| Zona A                  | Zona A    | Zona A             | Zona A                      | Zona A     | Zona A  |
| Local                   | Resultado | Visitante          | Estadio                     | Fecha      | Hora    |
| ----------------------- | --------- | ------------------ | --------------------------- | ---------- | ------- |
| Central Córdoba (SdE)   | 1 - 1     | Banfield           | Alfredo Terrera             | 5 de marzo | 21:30   |
| Godoy Cruz              | 3 - 1     | Platense           | Malvinas Argentinas         | 6 de marzo | 17:10   |
| Colón                   | 2 - 1     | Aldosivi           | Brigadier Estanislao López  | 6 de marzo | 19:20   |
| Arsenal                 | 0 - 5     | Estudiantes (LP)   | El Viaducto                 | 7 de marzo | 17:10   |
| Racing Club             | 1 - 0     | Rosario Central    | El Cilindro                 | 8 de marzo | 19:15   |
| River Plate             | 0 - 1     | Argentinos Juniors | Monumental                  | 8 de marzo | 21:30   |
| Zona B                  |           |                    |                             |            |         |
| Local                   | Resultado | Visitante          | Estadio                     | Fecha      | Hora    |
| Newell's Old Boys       | 1 - 2     | Independiente      | Coloso Marcelo Bielsa       | 5 de marzo | 19:15   |
| Sarmiento (J)           | 1 - 1     | Talleres (C)       | Eva Perón                   | 6 de marzo | 17:10   |
| Lanús                   | 2 - 1     | Atlético Tucumán   | Ciudad de Lanús             | 6 de marzo | 19:20   |
| Patronato               | 0 - 1     | Unión              | Presbítero Bartolomé Grella | 7 de marzo | 19:20   |
| Gimnasia y Esgrima (LP) | 1 - 1     | Defensa y Justicia | Del Bosque                  | 7 de marzo | 19:20   |
| Vélez Sarsfield         | 1 - 7     | Boca Juniors       | José Amalfitani             | 7 de marzo | 21:30   |
| Interzonal              |           |                    |                             |            |         |
| Local                   | Resultado | Visitante          | Estadio                     | Fecha      | Hora    |
| San Lorenzo             | 1 - 1     | Huracán            | Nuevo Gasómetro             | 6 de marzo | 21:30   |

| Fecha 5            | Fecha 5   | Fecha 5                 | Fecha 5                 | Fecha 5     | Fecha 5 |
| Zona A             | Zona A    | Zona A                  | Zona A                  | Zona A      | Zona A  |
| Local              | Resultado | Visitante               | Estadio                 | Fecha       | Hora    |
| ------------------ | --------- | ----------------------- | ----------------------- | ----------- | ------- |
| Aldosivi           | 1 - 2     | Central Córdoba (SdE)   | José María Minella      | 12 de marzo | 19:15   |
| Platense           | 0 - 2     | Racing Club             | Ciudad de Vicente López | 13 de marzo | 17:10   |
| Argentinos Juniors | 2 - 0     | Godoy Cruz              | Diego Armando Maradona  | 13 de marzo | 19:20   |
| Estudiantes (LP)   | 0 - 2     | Colón                   | Jorge Luis Hirschi      | 13 de marzo | 21:30   |
| Banfield           | 0 - 0     | San Lorenzo             | Florencio Sola          | 14 de marzo | 21:30   |
| Rosario Central    | 2 - 1     | Arsenal                 | Gigante de Arroyito     | 15 de marzo | 19:15   |
| Zona B             |           |                         |                         |             |         |
| Local              | Resultado | Visitante               | Estadio                 | Fecha       | Hora    |
| Unión              | 1 - 1     | Gimnasia y Esgrima (LP) | 15 de abril             | 12 de marzo | 21:30   |
| Huracán            | 0 - 0     | Lanús                   | Tomás A. Ducó           | 12 de marzo | 21:30   |
| Talleres (C)       | 0 - 1     | Vélez Sarsfield         | Mario Alberto Kempes    | 13 de marzo | 17:10   |
| Defensa y Justicia | 4 - 0     | Newell's Old Boys       | Norberto Tomaghello     | 13 de marzo | 19:20   |
| Atlético Tucumán   | 4 - 2     | Patronato               | Monumental José Fierro  | 15 de marzo | 19:15   |
| Independiente      | 6 - 0     | Sarmiento (J)           | Libertadores de América | 15 de marzo | 21:30   |
| Interzonal         |           |                         |                         |             |         |
| Local              | Resultado | Visitante               | Estadio                 | Fecha       | Hora    |
| Boca Juniors       | 1 - 1     | River Plate             | La Bombonera            | 14 de marzo | 18:00   |

| Fecha 6                 | Fecha 6   | Fecha 6            | Fecha 6                     | Fecha 6     | Fecha 6 |
| Zona A                  | Zona A    | Zona A             | Zona A                      | Zona A      | Zona A  |
| Local                   | Resultado | Visitante          | Estadio                     | Fecha       | Hora    |
| ----------------------- | --------- | ------------------ | --------------------------- | ----------- | ------- |
| Central Córdoba (SdE)   | 1 - 1     | Estudiantes (LP)   | Alfredo Terrera             | 19 de marzo | 21:15   |
| Godoy Cruz              | 1 - 6     | River Plate        | Malvinas Argentinas         | 20 de marzo | 21:00   |
| Colón                   | 0 - 0     | Rosario Central    | Brigadier Estanislao López  | 21 de marzo | 16:15   |
| San Lorenzo             | 1 - 2     | Aldosivi           | Nuevo Gasómetro             | 21 de marzo | 18:30   |
| Arsenal                 | 0 - 0     | Platense           | El Viaducto                 | 22 de marzo | 19:00   |
| Racing Club             | 1 - 0     | Argentinos Juniors | El Cilindro                 | 22 de marzo | 21:15   |
| Zona B                  |           |                    |                             |             |         |
| Local                   | Resultado | Visitante          | Estadio                     | Fecha       | Hora    |
| Newell's Old Boys       | 0 - 0     | Unión              | Coloso Marcelo Bielsa       | 19 de marzo | 19:00   |
| Gimnasia y Esgrima (LP) | 2 - 0     | Atlético Tucumán   | Del Bosque                  | 20 de marzo | 14:00   |
| Patronato               | 0 - 1     | Huracán            | Presbítero Bartolomé Grella | 20 de marzo | 14:00   |
| Vélez Sarsfield         | 1 - 0     | Independiente      | José Amalfitani             | 20 de marzo | 18:30   |
| Sarmiento (J)           | 3 - 1     | Defensa y Justicia | Eva Perón                   | 21 de marzo | 14:00   |
| Boca Juniors            | 1 - 2     | Talleres (C)       | La Bombonera                | 21 de marzo | 21:00   |
| Interzonal              |           |                    |                             |             |         |
| Local                   | Resultado | Visitante          | Estadio                     | Fecha       | Hora    |
| Banfield                | 2 - 0     | Lanús              | Florencio Sola              | 20 de marzo | 16:15   |

| Fecha 7            | Fecha 7   | Fecha 7                 | Fecha 7                 | Fecha 7     | Fecha 7 |
| Zona A             | Zona A    | Zona A                  | Zona A                  | Zona A      | Zona A  |
| Local              | Resultado | Visitante               | Estadio                 | Fecha       | Hora    |
| ------------------ | --------- | ----------------------- | ----------------------- | ----------- | ------- |
| Platense           | 1 - 3     | Colón                   | Ciudad de Vicente López | 27 de marzo | 14:00   |
| Aldosivi           | 1 - 1     | Banfield                | José María Minella      | 27 de marzo | 16:15   |
| Argentinos Juniors | 3 - 2     | Arsenal                 | Diego Armando Maradona  | 27 de marzo | 18:30   |
| Rosario Central    | 2 - 2     | Central Córdoba (SdE)   | Gigante de Arroyito     | 27 de marzo | 21:00   |
| River Plate        | 0 - 0     | Racing Club             | Monumental              | 28 de marzo | 18:30   |
| Estudiantes (LP)   | 0 - 2     | San Lorenzo             | Jorge Luis Hirschi      | 29 de marzo | 19:00   |
| Zona B             |           |                         |                         |             |         |
| Local              | Resultado | Visitante               | Estadio                 | Fecha       | Hora    |
| Lanús              | 4 - 2     | Patronato               | Ciudad de Lanús         | 26 de marzo | 19:00   |
| Unión              | 0 - 0     | Sarmiento (J)           | 15 de abril             | 26 de marzo | 21:15   |
| Defensa y Justicia | 1 - 1     | Vélez Sarsfield         | Norberto Tomaghello     | 28 de marzo | 16:15   |
| Independiente      | 1 - 1     | Boca Juniors            | Libertadores de América | 28 de marzo | 21:00   |
| Atlético Tucumán   | 2 - 2     | Newell's Old Boys       | Monumental José Fierro  | 29 de marzo | 21:15   |
| Huracán            | 1 - 1     | Gimnasia y Esgrima (LP) | Tomás A. Ducó           | 29 de marzo | 21:15   |
| Interzonal         |           |                         |                         |             |         |
| Local              | Resultado | Visitante               | Estadio                 | Fecha       | Hora    |
| Talleres (C)       | 1 - 1     | Godoy Cruz              | Mario Alberto Kempes    | 28 de marzo | 14:00   |

| Fecha 8                 | Fecha 8   | Fecha 8            | Fecha 8                     | Fecha 8    | Fecha 8 |
| Zona A                  | Zona A    | Zona A             | Zona A                      | Zona A     | Zona A  |
| Local                   | Resultado | Visitante          | Estadio                     | Fecha      | Hora    |
| ----------------------- | --------- | ------------------ | --------------------------- | ---------- | ------- |
| San Lorenzo             | 2 - 0     | Rosario Central    | Nuevo Gasómetro             | 2 de abril | 19:00   |
| Central Córdoba (SdE)   | 0 - 1     | Platense           | Único Madre de Ciudades     | 2 de abril | 21:15   |
| Arsenal                 | 0 - 0     | River Plate        | El Viaducto                 | 3 de abril | 21:00   |
| Colón                   | 0 - 0     | Argentinos Juniors | Brigadier Estanislao López  | 4 de abril | 16:15   |
| Racing Club             | 2 - 4     | Godoy Cruz         | El Cilindro                 | 4 de abril | 21:00   |
| Banfield                | 2 - 2     | Estudiantes (LP)   | Florencio Sola              | 5 de abril | 21:15   |
| Zona B                  |           |                    |                             |            |         |
| Local                   | Resultado | Visitante          | Estadio                     | Fecha      | Hora    |
| Talleres (C)            | 3 - 1     | Independiente      | Mario Alberto Kempes        | 3 de abril | 14:00   |
| Gimnasia y Esgrima (LP) | 2 - 4     | Lanús              | Del Bosque                  | 3 de abril | 16:15   |
| Sarmiento (J)           | 1 - 2     | Atlético Tucumán   | Eva Perón                   | 3 de abril | 16:15   |
| Boca Juniors            | 2 - 1     | Defensa y Justicia | La Bombonera                | 3 de abril | 18:30   |
| Newell's Old Boys       | 2 - 2     | Huracán            | Coloso Marcelo Bielsa       | 4 de abril | 14:00   |
| Vélez Sarsfield         | 4 - 1     | Unión              | José Amalfitani             | 4 de abril | 18:30   |
| Interzonal              |           |                    |                             |            |         |
| Local                   | Resultado | Visitante          | Estadio                     | Fecha      | Hora    |
| Patronato               | 2 - 0     | Aldosivi           | Presbítero Bartolomé Grella | 2 de abril | 17:00   |

| Fecha 9            | Fecha 9   | Fecha 9                 | Fecha 9                     | Fecha 9     | Fecha 9 |
| Zona A             | Zona A    | Zona A                  | Zona A                      | Zona A      | Zona A  |
| Local              | Resultado | Visitante               | Estadio                     | Fecha       | Hora    |
| ------------------ | --------- | ----------------------- | --------------------------- | ----------- | ------- |
| Platense           | 2 - 4     | San Lorenzo             | Ciudad de Vicente López     | 9 de abril  | 21:00   |
| Estudiantes (LP)   | 1 - 0     | Aldosivi                | Jorge Luis Hirschi          | 10 de abril | 16:15   |
| Godoy Cruz         | 2 - 3     | Arsenal                 | Feliciano Gambarte          | 11 de abril | 11:00   |
| Argentinos Juniors | 0 - 0     | Central Córdoba (SdE)   | Diego Armando Maradona      | 11 de abril | 14:00   |
| Rosario Central    | 3 - 1     | Banfield                | Gigante de Arroyito         | 11 de abril | 16:15   |
| River Plate        | 3 - 2     | Colón                   | Monumental                  | 11 de abril | 21:00   |
| Zona B             |           |                         |                             |             |         |
| Local              | Resultado | Visitante               | Estadio                     | Fecha       | Hora    |
| Defensa y Justicia | 2 - 2     | Talleres (C)            | Norberto Tomaghello         | 10 de abril | 18:30   |
| Patronato          | 4 - 1     | Gimnasia y Esgrima (LP) | Presbítero Bartolomé Grella | 11 de abril | 14:00   |
| Unión              | 1 - 0     | Boca Juniors            | 15 de abril                 | 11 de abril | 18:30   |
| Huracán            | 3 - 0     | Sarmiento (J)           | Tomás A. Ducó               | 12 de abril | 19:00   |
| Lanús              | 1 - 3     | Newell's Old Boys       | Ciudad de Lanús             | 12 de abril | 19:00   |
| Atlético Tucumán   | 2 - 0     | Vélez Sarsfield         | Monumental José Fierro      | 12 de abril | 21:15   |
| Interzonal         |           |                         |                             |             |         |
| Local              | Resultado | Visitante               | Estadio                     | Fecha       | Hora    |
| Racing Club        | 1 - 0     | Independiente           | El Cilindro                 | 10 de abril | 21:00   |

| Fecha 10              | Fecha 10  | Fecha 10                | Fecha 10                   | Fecha 10    | Fecha 10 |
| Zona A                | Zona A    | Zona A                  | Zona A                     | Zona A      | Zona A   |
| Local                 | Resultado | Visitante               | Estadio                    | Fecha       | Hora     |
| --------------------- | --------- | ----------------------- | -------------------------- | ----------- | -------- |
| Aldosivi              | 0 - 1     | Rosario Central         | José María Minella         | 16 de abril | 17:15    |
| Central Córdoba (SdE) | 0 - 5     | River Plate             | Único Madre de Ciudades    | 16 de abril | 21:30    |
| San Lorenzo           | 1 - 1     | Argentinos Juniors      | Nuevo Gasómetro            | 17 de abril | 15:45    |
| Arsenal               | 2 - 1     | Racing Club             | El Viaducto                | 18 de abril | 13:30    |
| Colón                 | 2 - 2     | Godoy Cruz              | Brigadier Estanislao López | 18 de abril | 21:00    |
| Banfield              | 0 - 1     | Platense                | Florencio Sola             | 19 de abril | 18:00    |
| Zona B                |           |                         |                            |             |          |
| Local                 | Resultado | Visitante               | Estadio                    | Fecha       | Hora     |
| Talleres (C)          | 3 - 0     | Unión                   | Mario Alberto Kempes       | 16 de abril | 15:00    |
| Vélez Sarsfield       | 2 - 0     | Huracán                 | José Almafitani            | 16 de abril | 18:00    |
| Sarmiento (J)         | 1 - 0     | Lanús                   | Eva Perón                  | 17 de abril | 13:30    |
| Boca Juniors          | 3 - 1     | Atlético Tucumán        | La Bombonera               | 17 de abril | 18:00    |
| Newell's Old Boys     | 2 - 0     | Patronato               | Coloso Marcelo Bielsa      | 17 de abril | 20:15    |
| Independiente         | 1 - 0     | Defensa y Justicia      | Libertadores de América    | 18 de abril | 18:00    |
| Interzonal            |           |                         |                            |             |          |
| Local                 | Resultado | Visitante               | Estadio                    | Fecha       | Hora     |
| Estudiantes (LP)      | 0 - 0     | Gimnasia y Esgrima (LP) | Jorge Luis Hirschi         | 18 de abril | 15:45    |

| Fecha 11                | Fecha 11  | Fecha 11              | Fecha 11                    | Fecha 11    | Fecha 11 |
| Zona A                  | Zona A    | Zona A                | Zona A                      | Zona A      | Zona A   |
| Local                   | Resultado | Visitante             | Estadio                     | Fecha       | Hora     |
| ----------------------- | --------- | --------------------- | --------------------------- | ----------- | -------- |
| Godoy Cruz              | 1 - 0     | Central Córdoba (SdE) | Feliciano Gambarte          | 23 de abril | 21:15    |
| Argentinos Juniors      | 1 - 1     | Banfield              | Diego Armando Maradona      | 24 de abril | 15:45    |
| Racing Club             | 2 - 1     | Colón                 | El Cilindro                 | 25 de abril | 15:45    |
| River Plate             | 1 - 2     | San Lorenzo           | Monumental                  | 25 de abril | 18:00    |
| Rosario Central         | 0 - 1     | Estudiantes (LP)      | Gigante de Arroyito         | 25 de abril | 21:00    |
| Platense                | 0 - 2     | Aldosivi              | Ciudad de Vicente López     | 26 de abril | 15:45    |
| Zona B                  |           |                       |                             |             |          |
| Local                   | Resultado | Visitante             | Estadio                     | Fecha       | Hora     |
| Patronato               | 1 - 0     | Sarmiento (J)         | Presbítero Bartolomé Grella | 24 de abril | 13:30    |
| Huracán                 | 0 - 2     | Boca Juniors          | Tomás A. Ducó               | 24 de abril | 18:00    |
| Unión                   | 0 - 0     | Independiente         | 15 de abril                 | 24 de abril | 21:00    |
| Lanús                   | 1 - 2     | Vélez Sarsfield       | Ciudad de Lanús             | 25 de abril | 11:00    |
| Atlético Tucumán        | 2 - 3     | Talleres (C)          | Monumental José Fierro      | 25 de abril | 21:00    |
| Gimnasia y Esgrima (LP) | 2 - 1     | Newell's Old Boys     | Del Bosque                  | 26 de abril | 18:00    |
| Interzonal              |           |                       |                             |             |          |
| Local                   | Resultado | Visitante             | Estadio                     | Fecha       | Hora     |
| Defensa y Justicia      | 0 - 1     | Arsenal               | Norberto Tomaghello         | 25 de abril | 13:30    |

| Fecha 12              | Fecha 12  | Fecha 12                | Fecha 12                   | Fecha 12    | Fecha 12 |
| Zona A                | Zona A    | Zona A                  | Zona A                     | Zona A      | Zona A   |
| Local                 | Resultado | Visitante               | Estadio                    | Fecha       | Hora     |
| --------------------- | --------- | ----------------------- | -------------------------- | ----------- | -------- |
| Colón                 | 2 - 0     | Arsenal                 | Brigadier Estanislao López | 30 de abril | 21:00    |
| San Lorenzo           | 1 - 0     | Godoy Cruz              | Nuevo Gasómetro            | 2 de mayo   | 14:20    |
| Banfield              | 1 - 0     | River Plate             | Florencio Sola             | 2 de mayo   | 16:30    |
| Aldosivi              | 1 - 3     | Argentinos Juniors      | José María Minella         | 2 de mayo   | 18:40    |
| Central Córdoba (SdE) | 1 - 0     | Racing Club             | Único Madre de Ciudades    | 2 de mayo   | 18:40    |
| Estudiantes (LP)      | 2 - 0     | Platense                | Jorge Luis Hirschi         | 3 de mayo   | 18:00    |
| Zona B                |           |                         |                            |             |          |
| Local                 | Resultado | Visitante               | Estadio                    | Fecha       | Hora     |
| Vélez Sarsfield       | 1 - 0     | Patronato               | José Almafitani            | 30 de abril | 18:00    |
| Boca Juniors          | 1 - 0     | Lanús                   | La Bombonera               | 2 de mayo   | 10:00    |
| Independiente         | 0 - 1     | Atlético Tucumán        | Libertadores de América    | 2 de mayo   | 12:10    |
| Defensa y Justicia    | 0 - 1     | Unión                   | Norberto Tomaghello        | 2 de mayo   | 12:10    |
| Talleres (C)          | 1 - 1     | Huracán                 | Mario Alberto Kempes       | 2 de mayo   | 14:20    |
| Sarmiento (J)         | 0 - 0     | Gimnasia y Esgrima (LP) | Eva Perón                  | 3 de mayo   | 15:45    |
| Interzonal            |           |                         |                            |             |          |
| Local                 | Resultado | Visitante               | Estadio                    | Fecha       | Hora     |
| Rosario Central       | 3 - 0     | Newell's Old Boys       | Gigante de Arroyito        | 2 de mayo   | 21:00    |

| Fecha 13                | Fecha 13  | Fecha 13              | Fecha 13                    | Fecha 13  | Fecha 13 |
| Zona A                  | Zona A    | Zona A                | Zona A                      | Zona A    | Zona A   |
| Local                   | Resultado | Visitante             | Estadio                     | Fecha     | Hora     |
| ----------------------- | --------- | --------------------- | --------------------------- | --------- | -------- |
| Godoy Cruz              | 0 - 1     | Banfield              | Feliciano Gambarte          | 8 de mayo | 13:00    |
| Arsenal                 | 1 - 1     | Central Córdoba (SdE) | El Viaducto                 | 9 de mayo | 10:00    |
| Argentinos Juniors      | 2 - 0     | Estudiantes (LP)      | Diego Armando Maradona      | 9 de mayo | 12:10    |
| Racing Club             | 2 - 0     | San Lorenzo           | El Cilindro                 | 9 de mayo | 14:30    |
| River Plate             | 4 - 1     | Aldosivi              | Monumental                  | 9 de mayo | 14:30    |
| Platense                | 4 - 1     | Rosario Central       | Ciudad de Vicente López     | 9 de mayo | 14:30    |
| Zona B                  |           |                       |                             |           |          |
| Local                   | Resultado | Visitante             | Estadio                     | Fecha     | Hora     |
| Atlético Tucumán        | 5 - 0     | Defensa y Justicia    | Monumental José Fierro      | 8 de mayo | 15:30    |
| Gimnasia y Esgrima (LP) | 0 - 5     | Vélez Sarsfield       | Del Bosque                  | 8 de mayo | 15:30    |
| Patronato               | 1 - 0     | Boca Juniors          | Prestíbero Bartolomé Grella | 8 de mayo | 18:00    |
| Huracán                 | 1 - 3     | Independiente         | Tomás A. Ducó               | 9 de mayo | 18:00    |
| Lanús                   | 1 - 0     | Talleres (C)          | Ciudad de Lanús             | 9 de mayo | 18:00    |
| Newell's Old Boys       | 1 - 1     | Sarmiento (J)         | Coloso Marcelo Bielsa       | 9 de mayo | 21:00    |
| Interzonal              |           |                       |                             |           |          |
| Local                   | Resultado | Visitante             | Estadio                     | Fecha     | Hora     |
| Colón                   | 1 - 1     | Unión                 | Brigadier Estanislao López  | 9 de mayo | 18:00    |

| 1. 2. 3. 4. 5. 6. 7. 8. |

|  |

## Fase final

### Cuadro de desarrollo
|  | Cuartos de final | Cuartos de final | Cuartos de final |               |             | Semifinales | Semifinales | Semifinales |  |       | Final      | Final      | Final      |  |
|  | 15 y 16 de mayo  | 15 y 16 de mayo  | 15 y 16 de mayo  |               |             | 31 de mayo  | 31 de mayo  | 31 de mayo  |  |       | 4 de junio | 4 de junio | 4 de junio |  |
|  |                  |                  |                  |               |             |             |             |             |  |       |            |            |            |  |
|  |                  |                  |                  |               |             |             |             |             |  |       |            |            |            |  |
|  | 1.º A            | Colón            | 1 (5)            |               |             |             |             |             |  |       |            |            |            |  |
|  | 1.º A            | Colón            | 1 (5)            |               |             |             |             |             |  |       |            |            |            |  |
|  | 4.º B            | Talleres (C)     | 1 (3)            |               |             |             |             |             |  |       |            |            |            |  |
|  | 4.º B            | Talleres (C)     | 1 (3)            |               | Colón       | Colón       | 2           |             |  |       |            |            |            |  |
|  |                  |                  |                  |               | Colón       | Colón       | 2           |             |  |       |            |            |            |  |
|  |                  |                  | Independiente    | Independiente | 0           |             |             |             |  |       |            |            |            |  |
|  | 2.º A            | Estudiantes (LP) | Independiente    | Independiente | 0           | 0 (1)       |             |             |  |       |            |            |            |  |
|  | 2.º A            | Estudiantes (LP) |                  |               |             |             |             |             |  |       |            |            |            |  |
|  | 3.º B            | Independiente    | 0 (4)            |               |             |             |             |             |  |       |            |            |            |  |
|  | 3.º B            | Independiente    | 0 (4)            |               |             |             |             |             |  | Colón | Colón      | 3          |            |  |
|  |                  |                  |                  |               |             |             |             |             |  | Colón | Colón      | 3          |            |  |
|  |                  |                  | Racing Club      | Racing Club   | 0           |             |             |             |  |       |            |            |            |  |
|  | 1.º B            | Vélez Sarsfield  | Racing Club      | Racing Club   | 0           | 0 (2)       |             |             |  |       |            |            |            |  |
|  | 1.º B            | Vélez Sarsfield  |                  |               |             |             |             |             |  |       |            |            |            |  |
|  | 4.º A            | Racing Club      | 0 (4)            |               |             |             |             |             |  |       |            |            |            |  |
|  | 4.º A            | Racing Club      | 0 (4)            |               | Racing Club | Racing Club | 0 (4)       |             |  |       |            |            |            |  |
|  |                  |                  |                  |               | Racing Club | Racing Club | 0 (4)       |             |  |       |            |            |            |  |
|  |                  |                  | Boca Juniors     | Boca Juniors  | 0 (2)       |             |             |             |  |       |            |            |            |  |
|  | 2.º B            | Boca Juniors     | Boca Juniors     | Boca Juniors  | 0 (2)       | 1 (4)       |             |             |  |       |            |            |            |  |
|  | 2.º B            | Boca Juniors     |                  |               |             |             |             |             |  |       |            |            |            |  |
|  | 3.º A            | River Plate      | 1 (2)            |               |             |             |             |             |  |       |            |            |            |  |
|  | 3.º A            | River Plate      | 1 (2)            |               |             |             |             |             |  |       |            |            |            |  |
|  |                  |                  |                  |               |             |             |             |             |  |       |            |            |            |  |

Nota: En cuartos de final, el equipo que ocupa la primera línea fue local. Las semifinales y la final se jugaron en cancha neutral.

### Cuartos de final
| 11 de mayo, 18:30 | Estudiantes (LP)                        | 0:0 (1:4 p.)               | Independiente                                      | Estadio Jorge Luis Hirschi, La Plata |                              |
|                   |                                         | Reporte                    |                                                    | Árbitro(s): Pablo Echavarría         | Árbitro(s): Pablo Echavarría |
|                   |                                         | Tiros desde el punto penal |                                                    |                                      |                              |
|                   | Cauteruccio · Noguera · L. A. Rodríguez |                            | S. Romero · L. N. Rodríguez · Blanco · B. Martínez |                                      |                              |

| 15 de mayo, 21:00 | Colón                                                 | 1:1 (1:1) (5:3 p.)         | Talleres (C)                            | Estadio Brigadier General Estanislao López, Santa Fe |                                |
|                   | A. Castro 13'                                         | Reporte                    | Fragapane 21'                           | Árbitro(s): Hernán Mastrángelo                       | Árbitro(s): Hernán Mastrángelo |
|                   |                                                       | Tiros desde el punto penal |                                         |                                                      |                                |
|                   | A. Castro · Aliendro · Piovi · Lértora · L. Rodríguez |                            | Fragapane · Retegui · R. Pérez · Soñora |                                                      |                                |

| 16 de mayo, 12:00 | Vélez Sarsfield                             | 0:0 (2:4 p.)               | Racing Club                                            | Estadio José Amalfitani, Buenos Aires |                            |
|                   |                                             | Reporte                    |                                                        | Árbitro(s): Germán Delfino            | Árbitro(s): Germán Delfino |
|                   |                                             | Tiros desde el punto penal |                                                        |                                       |                            |
|                   | De los Santos · Janson · Galdames · Cáseres |                            | M. Rojas · Sigali · Chancalay · F. Domínguez · Copetti |                                       |                            |

| 16 de mayo, 17:30 | Boca Juniors                                     | 1:1 (4:2) (4:2 p.)         | River Plate                              | Estadio La Bombonera, Buenos Aires |                           |
|                   | Tévez 11'                                        | Reporte                    | J. Álvarez 68'                           | Árbitro(s): Facundo Tello          | Árbitro(s): Facundo Tello |
|                   |                                                  | Tiros desde el punto penal |                                          |                                    |                           |
|                   | Tévez · Villa · Cardona · Izquierdoz · Buffarini |                            | Montiel · Angileri · J. Álvarez · Ponzio |                                    |                           |

### Semifinales
| 31 de mayo, 15:00 | Racing Club                                               | 0:0 (4:2 p.)               | Boca Juniors                        | Estadio San Juan del Bicentenario, Pocito, Gran San Juan                                         |                                                                                                  |
| |                                                           | Reporte                    |                                     | Árbitro(s): Darío Herrera, que reemplazó a Fernando Echenique, al dar éste positivo de covid-19. | Árbitro(s): Darío Herrera, que reemplazó a Fernando Echenique, al dar éste positivo de covid-19. |
| |                                                           | Tiros desde el punto penal |                                     |                                                                                                  |                                                                                                  |
| | M. Rojas · Melgarejo · Chancalay · F. Domínguez · Copetti |                            | Tévez · Villa · D. González · Pavón |                                                                                                  |                                                                                                  |
| Postergado por las medidas gubernamentales implementadas para control de la pandemia de covid-19. Originalmente, estaba programado para el 23 de mayo a las 19:00. |                                                           |                            |                                     |                                                                                                  |                                                                                                  |

| 31 de mayo, 19:00 | Colón                                  | 2:0 (1:0) | Independiente | Estadio San Juan del Bicentenario, Pocito, Gran San Juan |                        |
| | L. Rodríguez 20' (pen.) · Pierotti 67' | Reporte   |               | Árbitro(s): Diego Abal                                   | Árbitro(s): Diego Abal |
| Postergado por las medidas gubernamentales implementadas para control de la pandemia de covid-19. Originalmente, estaba programado para el 22 de mayo a las 19:00. |                                        |           |               |                                                          |                        |

### Final
| 4 de junio, 19:00 | Colón                                       | 3:0 (0:0) | Racing Club | Estadio San Juan del Bicentenario, Pocito, Gran San Juan |                           |
|                   | Aliendro 58' · Bernardi 72' · A. Castro 86' | Reporte   |             | Árbitro(s): Néstor Pitana                                | Árbitro(s): Néstor Pitana |

#### Ficha del partido
| 1          | Guardameta     | Leonardo Burián    |     |
| 4          | Defensa        | Facundo Mura       |     |
| 33         | Defensa        | Facundo Garcés     |     |
| 3          | Defensa        | Gonzalo Piovi      |     |
| 31         | Defensa        | Gonzalo Escobar    |     |
| 11         | Centrocampista | Alexis Castro      | 88' |
| 14         | Centrocampista | Federico Lértora   |     |
| 29         | Centrocampista | Rodrigo Aliendro   |     |
| 23         | Centrocampista | Christian Bernardi | 80' |
| 16         | Delantero      | Cristian Ferreira  |     |
| 10         | Delantero      | Luis Rodríguez     | 64' |
| Entrenador | Entrenador     | Eduardo Domínguez  |     |

| 25         | Guardameta     | Gastón Gómez       |     |
| 4          | Defensa        | Iván Pillud        | 83' |
| 30         | Defensa        | Leonardo Sigali    |     |
| 23         | Defensa        | Nery Domínguez     | 74' |
| 6          | Defensa        | Lucas Orbán        |     |
| 19         | Centrocampista | Leonel Miranda     |     |
| 16         | Centrocampista | Mauricio Martínez  | 65' |
| 15         | Centrocampista | Ignacio Piatti     | 65' |
| 28         | Delantero      | Tomás Chancalay    |     |
| 20         | Delantero      | Darío Cvitanich    | 45' |
| 9          | Delantero      | Enzo Copetti       |     |
| Entrenador | Entrenador     | Juan Antonio Pizzi |     |

| 18 | Delantero | Nicolás Leguizamón | 64' |
| 30 | Delantero | Santiago Pierotti  | 80' |
| 8  | Defensa   | Yéiler Góez        | 88' |

| 29 | Centrocampista | Aníbal Moreno      | 45' |
| 10 | Centrocampista | Matías Rojas       | 65' |
| 34 | Delantero      | Maximiliano Lovera | 65' |
| 50 | Centrocampista | Ignacio Galván     | 74' |
| 2  | Defensa        | Juan José Cáceres  | 83' |

| Anotado | 58' | Rodrigo Aliendro   | 1-0 |
| Anotado | 72' | Christian Bernardi | 2-0 |
| Anotado | 86' | Alexis Castro      | 3-0 |

| Amonestado | 49' | Facundo Garcés     |
| Amonestado | 64' | Luis Rodríguez     |
| Amonestado | 80' | Christian Bernardi |

| Amonestado | 34' | Mauricio Martínez |
| Amonestado | 72' | Gastón Gómez      |

| Árbitro             | Néstor Pitana    |
| Árbitros asistentes | Lucas Germanotta |
| Árbitros asistentes | José Castelli    |
| Cuarto árbitro      | Andrés Merlos    |

| 1          | Guardameta     | Leonardo Burián    |     |
| 4          | Defensa        | Facundo Mura       |     |
| 33         | Defensa        | Facundo Garcés     |     |
| 3          | Defensa        | Gonzalo Piovi      |     |
| 31         | Defensa        | Gonzalo Escobar    |     |
| 11         | Centrocampista | Alexis Castro      | 88' |
| 14         | Centrocampista | Federico Lértora   |     |
| 29         | Centrocampista | Rodrigo Aliendro   |     |
| 23         | Centrocampista | Christian Bernardi | 80' |
| 16         | Delantero      | Cristian Ferreira  |     |
| 10         | Delantero      | Luis Rodríguez     | 64' |
| Entrenador | Entrenador     | Eduardo Domínguez  |     |

| 25         | Guardameta     | Gastón Gómez       |     |
| 4          | Defensa        | Iván Pillud        | 83' |
| 30         | Defensa        | Leonardo Sigali    |     |
| 23         | Defensa        | Nery Domínguez     | 74' |
| 6          | Defensa        | Lucas Orbán        |     |
| 19         | Centrocampista | Leonel Miranda     |     |
| 16         | Centrocampista | Mauricio Martínez  | 65' |
| 15         | Centrocampista | Ignacio Piatti     | 65' |
| 28         | Delantero      | Tomás Chancalay    |     |
| 20         | Delantero      | Darío Cvitanich    | 45' |
| 9          | Delantero      | Enzo Copetti       |     |
| Entrenador | Entrenador     | Juan Antonio Pizzi |     |

| 18 | Delantero | Nicolás Leguizamón | 64' |
| 30 | Delantero | Santiago Pierotti  | 80' |
| 8  | Defensa   | Yéiler Góez        | 88' |

| 29 | Centrocampista | Aníbal Moreno      | 45' |
| 10 | Centrocampista | Matías Rojas       | 65' |
| 34 | Delantero      | Maximiliano Lovera | 65' |
| 50 | Centrocampista | Ignacio Galván     | 74' |
| 2  | Defensa        | Juan José Cáceres  | 83' |

| Anotado | 58' | Rodrigo Aliendro   | 1-0 |
| Anotado | 72' | Christian Bernardi | 2-0 |
| Anotado | 86' | Alexis Castro      | 3-0 |

| Amonestado | 49' | Facundo Garcés     |
| Amonestado | 64' | Luis Rodríguez     |
| Amonestado | 80' | Christian Bernardi |

| Amonestado | 34' | Mauricio Martínez |
| Amonestado | 72' | Gastón Gómez      |

| Árbitro             | Néstor Pitana    |
| Árbitros asistentes | Lucas Germanotta |
| Árbitros asistentes | José Castelli    |
| Cuarto árbitro      | Andrés Merlos    |

## Goleadores
| Jugador          | Equipo           | Goles | Jugada | Cabeza | T. libre | Penal | PJ |
| ---------------- | ---------------- | ----- | ------ | ------ | -------- | ----- | -- |
| Rafael Borré     | River Plate      | 8     | 8      | 0      | 0        | 0     | 13 |
| Luis Rodríguez   | Colón            | 8     | 4      | 1      | 1        | 2     | 13 |
| Augusto Lotti    | Atlético Tucumán | 7     | 7      | 0      | 0        | 0     | 12 |
| Federico Andrada | Aldosivi         | 6     | 5      | 1      | 0        | 0     | 13 |
| José Sand        | Lanús            | 6     | 1      | 0      | 0        | 5     | 13 |

## Entrenadores
| Listado de entrenadores | Listado de entrenadores         | Listado de entrenadores |
| Equipo                  | Entrenador/es                   | Fechas                  |
| ----------------------- | ------------------------------- | ----------------------- |
| Aldosivi                | Fernando Gago                   | 1.ª a 13.ª              |
| Argentinos Juniors      | Gabriel Milito                  | 1.ª a 13.ª              |
| Arsenal                 | Sergio Rondina                  | 1.ª a 13.ª              |
| Atlético Tucumán        | Omar De Felippe                 | 1.ª a 13.ª              |
| Banfield                | Javier Sanguinetti              | 1.ª a 13.ª              |
| Boca Juniors            | Miguel Ángel Russo              | 1.ª a semifinales       |
| Central Córdoba (SdE)   | Gustavo Coleoni                 | 1.ª a 13.ª              |
| Colón                   | Eduardo Domínguez               | 1.ª a final             |
| Defensa y Justicia      | Pablo de Muner (interino)       | 1.ª                     |
| Defensa y Justicia      | Sebastián Beccacece             | 2.ª a 13.ª              |
| Estudiantes (LP)        | Ricardo Zielinski               | 1.ª a cuartos de final  |
| Gimnasia y Esgrima (LP) | Mariano Messera Leandro Martini | 1.ª a 13.ª              |
| Godoy Cruz              | Sebastián Méndez                | 1.ª a 13.ª              |
| Huracán                 | Israel Damonte                  | 1.ª a 6.ª               |
| Huracán                 | Frank Darío Kudelka             | 7.ª a 13.ª              |
| Independiente           | Julio César Falcioni            | 1.ª a semifinales       |
| Lanús                   | Luis Zubeldía                   | 1.ª a 13.ª              |
| Newell's Old Boys       | Frank Darío Kudelka             | 1.ª a 5.ª               |
| Newell's Old Boys       | Germán Burgos                   | 6.ª a 13.ª              |
| Patronato               | Iván Delfino                    | 1.ª a 13.ª              |
| Platense                | Juan Manuel Llop                | 1.ª a 13.ª              |
| Racing Club             | Juan Antonio Pizzi              | 1.ª a final             |
| River Plate             | Marcelo Gallardo                | 1.ª a cuartos de final  |
| Rosario Central         | Cristian González               | 1.ª a 13.ª              |
| San Lorenzo             | Diego Dabove                    | 1.ª a 13.ª              |
| Sarmiento (J)           | Mario Sciacqua                  | 1.ª a 13.ª              |
| Talleres (C)            | Alexander Medina                | 1.ª a cuartos de final  |
| Unión                   | Juan Manuel Azconzábal          | 1.ª a 13.ª              |
| Vélez Sarsfield         | Mauricio Pellegrino             | 1.ª a cuartos de final  |
| 1. 2. 3. 4. 5.          |                                 |                         |